# Terremoti in Giappone
I terremoti e l'attività sismica in Giappone hanno una lunga storia, essendo un'area ad alto rischio sismico a causa della sua posizione geografica situata in prossimità dei confini delle maggiori placche tettoniche. Dal primo terremoto documentato nel 599 fino all'ultimo, il terremoto di Hokkaidō del 2018, questa voce ripercorre la storia dei terremoti di maggiore intensità avvenuti sul suolo nipponico.

## Retroterra geologico

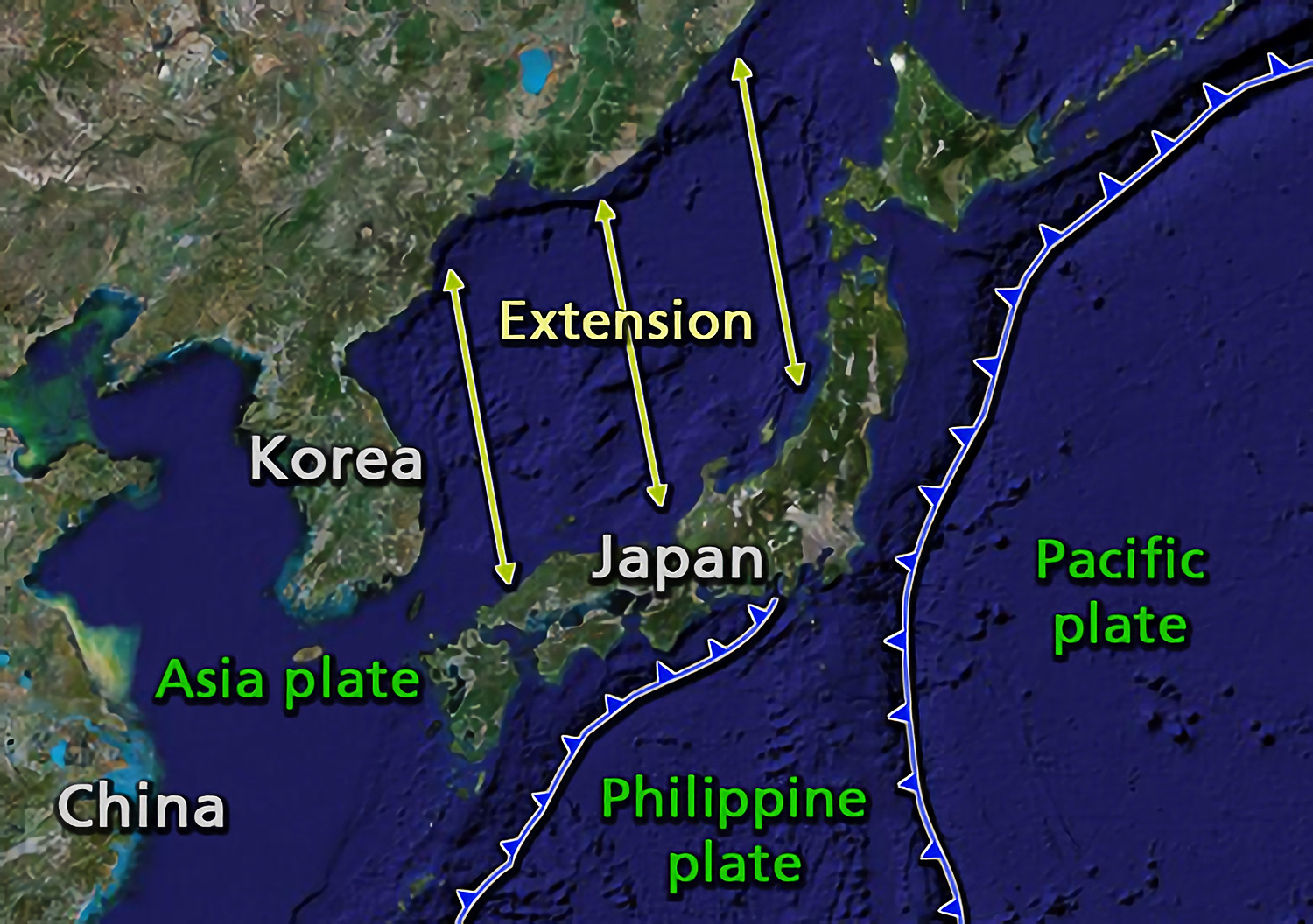
Le isole che compongono l'arcipelago giapponese sono il risultato di grandi movimenti oceanici verificatisi nel corso di centinaia di milioni di anni che ne causarono la separazione dalla costa orientale del continente eurasiatico

Le isole del Giappone si trovano in una zona vulcanica all'interno della cintura di fuoco del Pacifico. Esse sono principalmente il risultato di grandi movimenti oceanici verificati nel corso di centinaia di milioni di anni a partire dalla metà del Siluriano al Pleistocene a causa della subduzione della placca delle Filippine sotto la placca dell'Amur e della placca di Okinawa a sud, e della subduzione della placca pacifica sotto la placca di Ochotsk a nord. Il Giappone era originariamente collegato alla costa orientale del continente eurasiatico. I movimenti oceanici hanno spinto il Giappone verso est, formando il Mar del Giappone circa 15 milioni di anni fa.
Lo stretto dei Tartari e lo stretto di Corea si formarono molto più tardi. Oggi l'arcipelago giapponese è considerato un arco insulare maturo ed è il risultato di diverse generazioni di subduzione delle placche. Approssimativamente, 15.000 km di pavimento oceanico sono passati sotto l'area giapponese negli ultimi 450 milioni di anni, rendendola ormai pienamente subdotta.
Frequenti scosse di terremoto di bassa intensità e occasionali attività vulcaniche si verificano periodicamente in tutte le isole. Terremoti distruttivi, spesso con conseguenti tsunami, si verificano più volte nei secoli!

## Storia
Anche se alcune fonti riportano come primo terremoto documentato della storia del Giappone un sisma avvenuto nella provincia di Yamato, in delle aree che oggi corrisponde alla prefettura di Nara, il 23 agosto 416, il primo ad essere stato documentato in modo affidabile ebbe luogo nella prefettura di Nara il 28 maggio 599, durante il regno dell'imperatrice Suiko, distruggendo numerosi edifici in tutta provincia di Yamato.
Nel 1899 fu pubblicata, ad opera della Commissione imperiale d'inchiesta sui terremoti, la prima raccolta sistematica dei dati storici disponibili sui terremoti, chiamata Catalogo dei dati storici sui terremoti giapponesi. All'indomani del grande terremoto del Kantō del 1923 la Commissione imperiale venne sostituita dalla Earthquake Research Institute dell'Università di Tokyo. Al giorno d'oggi, i cataloghi compilati da Tatsuo Usami sono considerati la fonte più autorevole di informazioni sui terremoti storici, con l'edizione del 2003 che cataloga 486 diversi terremoti che ebbero luogo tra il 416 e il 1888.

### Terremoti di maggiore intensità

#### XV secolo
Durante l'era Meiō, il terremoto di Nankai del 1498, probabilmente un evento doppio, di magnitudine stimata di 8,3 M (8,6 Ms) causò un elevatissimo numero vittime, stimato fra 5 000 e 41 000. Il grande tsunami che seguì distrusse l'edificio che ospitava il Grande Buddha nel tempio di Kōtoku-in a Kamakura, ma la statua resistette all'impatto e – da allora – è rimasta all'esterno del tempio.

#### XVI secolo
Il 18 gennaio 1586, un forte terremoto devastò la baia di Ise. Gli scritti riportano la scomparsa di alcune isole nella baia.

#### XVIII e XIX secolo
Il terremoto di Genroku del 1703 uccise circa 2.300 persone dell'antica Edo. Il terremoto probabilmente ebbe il suo epicentro in una zona compresa tra la baia di Sagami e punta della penisola di Bōsō, colpendo inoltre la zona lungo la fossa di Sagami nell'area sudorientale della penisola di Bōsō. Questo terremoto provocò successivamente uno tsunami che colpì le zone costiere della penisola di Bōsō e della baia di Sagami. Quest'ultimo causò più di 6.500 morti, in particolare nella penisola di Bōsō. Il terremoto, lo tsunami e altre cause correlate causarono più di 10.000 morti.

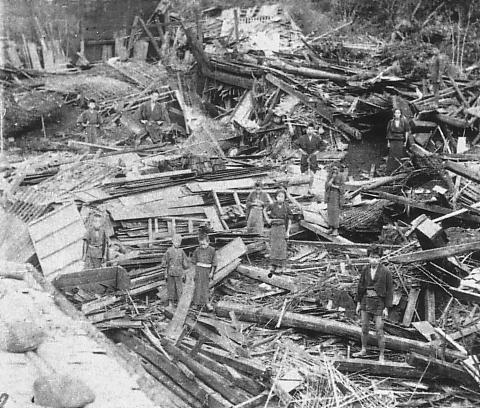
Danni provocati dal terremoto di Mino-Owari del 1891

Il 24 dicembre 1854, un terremoto di magnitudo 8.4 gradi della scala Richter colpì la baia di Suruga. Il sisma, noto come grande terremoto dell'Ansei (dal nome dell'era in cui avvenne) causò oltre 10.000 morti tra la regione di Tōkai e le Kyūshū. L'epicentro si ebbe in prossimità della baia di Suruga e colpì principalmente la regione del Tokai, ma furono registrati danni perfino a Edo. Lo tsunami che ne conseguì causò danni lungo tutta la costa della penisola di Bōsō, nell'odierna prefettura di Chiba e nella provincia di Tosa (odierna prefettura di Kōchi). Altri 120 terremoti e scosse di varie intensità furono registrati a Edo tra il 1854 e il 1855. Più tardi, l'11 novembre 1855 un terremoto di magnitudo 6.9 colpì nei pressi della foce del fiume Arakawa. La grande scossa fu registrata dai sismografi dopo le 10 di sera, e ad esso seguirono circa 30 scosse di assestamento che proseguiroono fino all'alba. I dati del tempo riferiscono di 6.641 morti all'interno della città, 2.759 feriti e gran parte della città distrutta in un incendio, che portò molte persone a rimanere senza abitazione. Le scosse di assestamento continuarono per venti giorni.
Il 9 aprile 1858, il terremoto dello Hietsu, avvenuto nella faglia di Atotsugawa (che collega il monte Tate nella prefettura di Toyama e il valico Amō nella prefettura di Gifu, sull'isola di Honshū) si stima abbia ucciso 200-300 persone. Fu anche la causa della frana del monte Tonbi bloccando il corso superiore del fiume Joganji.
Il 28 ottobre 1891, il terremoto di Mino-Owari colpì le ex province di Mino e Owari all'interno della pianura di Nōbi durante il periodo Meiji. Causò la morte di 7.273 persone e distrusse oltre 140.000 edifici.
Il 20 giugno 1894, il terremoto Meiji-Tokyo colpì la baia di Tokyo durante l'era Meiji. Il sisma ebbe il suo epicentro al centro della città di Tokyo espandendosi fino alla vicina prefettura di Kanagawa, colpendo in particolare le città di Kawasaki e Yokohama. L'intensità del terremoto del 1894 non è stata accertata, ma si pensa che il sisma si sia verificato a causa della subduzione della placca del Pacifico sotto la regione del Kantō.
La costa di Sanriku, nella parte settentrionale del Giappone, è protagonista fin dall'antichità di una notevole attività sismica. Il 15 giugno 1896, un terremoto di magnitudo 8.5, il terremoto Meiji-Sanriku, si verificò al largo della costa di Sanriku nella prefettura di Iwate, provocando uno tsunami di 25 metri, 35 minuti dopo il terremoto, distruggendo centinaia di case e uccidendo oltre 27.000 persone. Altri tsunami si verificarono anche nelle Hawaii e in California. L'area verrebbe colpita ancora molte volte nel corso della sua storia.

#### XX secolo

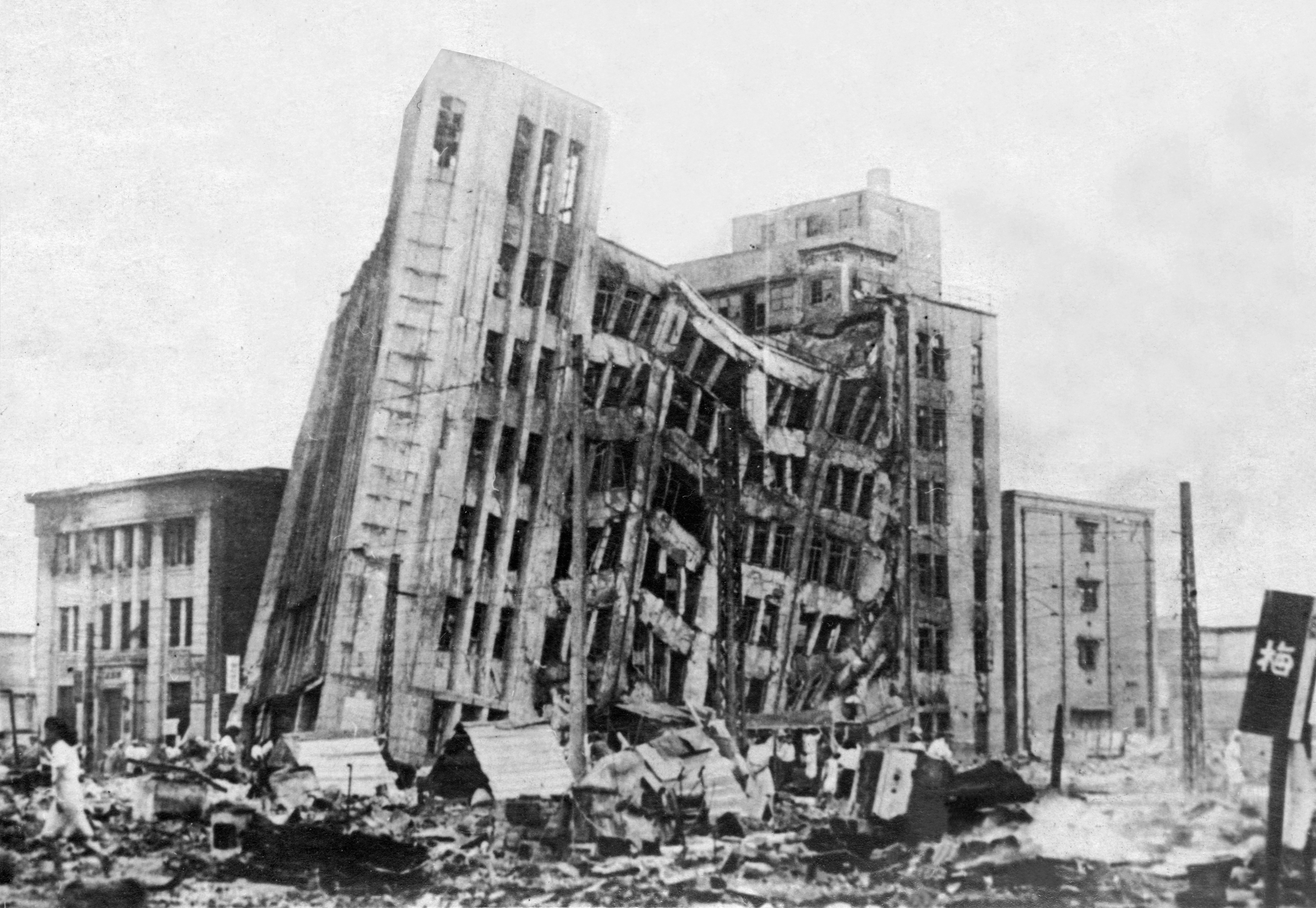
Edificio danneggiato durante il terremoto di Fukui del 1948

Un terremoto di magnitudo 7.9, il grande terremoto del Kantō colpì la pianura del Kantō sull'isola di Honshū alle 11:58 della mattina del 1º settembre 1923. Diverse fonti sostengono che la durata del terremoto sia stata tra i 4 e i 10 minuti. Il sisma ebbe il suo epicentro sotto l'isola di Izu Ōshima nella baia di Sagami. Devastò Tokyo, la città portuale di Yokohama, estendendosi alle prefetture di Chiba, Kanagawa e Shizuoka, causando danni diffusi in tutta la regione del Kantō. Per rendere l'idea della potenza e l'intensità del terremoto, il sisma del 1923 riuscì a spostare in avanti di quasi due metri la grande statua del Buddha (dal peso di 93 tonnellate) a Kamakura. Le stime sulle vittime variano da un numero di circa 100.000 a un massimo di 142.000 morti.
Il 27 marzo 1927, un terremoto di magnitudo 7.6, noto come terremoto di Kita-Tango, colpì la penisola di Tango nella prefettura di Kyoto uccidendo 3.020 persone. Quasi tutte le case di Mineyama (ora parte di Kyōtango) furono distrutte, mentre la scossa fu avvertita fino a Tokyo e Kagoshima.
Il 2 marzo 1933, la costa di Sanriku fu nuovamente colpita quando il terremoto di Sanriku causò circa 3.000 morti. Poiché l'epicentro del sisma avvenne a 290 km al largo dell'isola di Honshu, la maggior parte delle vittime rimase uccisa in seguito al conseguente tsunami, piuttosto che a causa del terremoto stesso. Circa 5.000 case furono distrutte, delle quali 3.000 furono completamente spazzate via dalle onde che raggiunsero l'altezza massima di 28,7 metri. Lo tsunami causò danni lievi anche alle Hawaii, dove un'onda anomala di 2,9 metri fu registrata a Napoopoo.
Il 10 settembre 1943, il terremoto di Tottori del 1943, di magnitudo 7.2, colpì il distretto di Ketaka nella prefettura di Tottori, uccidendo 1.083 persone. Anche se il terremoto si verificò durante la seconda guerra mondiale, le informazioni sul disastro non vennero censurate, ma bensì arrivarono volontari e soccorritori da diverse parti dell'impero giapponese, tra cui Manchukuo. Il terremoto di Tottori ebbe il suo epicentro nel distretto di Kentaka, ora parte della città di Tottori, mentre la magnitudo del terremoto fu di 6.0 all'interno della città e di 5.0 ad Okayama sul Mare Interno di Seto. Altri due forti terremoti si verificarono durante la guerra: il terremoto di Tōnankai del 1944 (8.1 gradi della scala di magnitudo del momento sismico) e il terremoto di Mikawa del 1945 (6.8 della scala Richter) che causarono rispettivamente 1.223 e 2.306 morti.

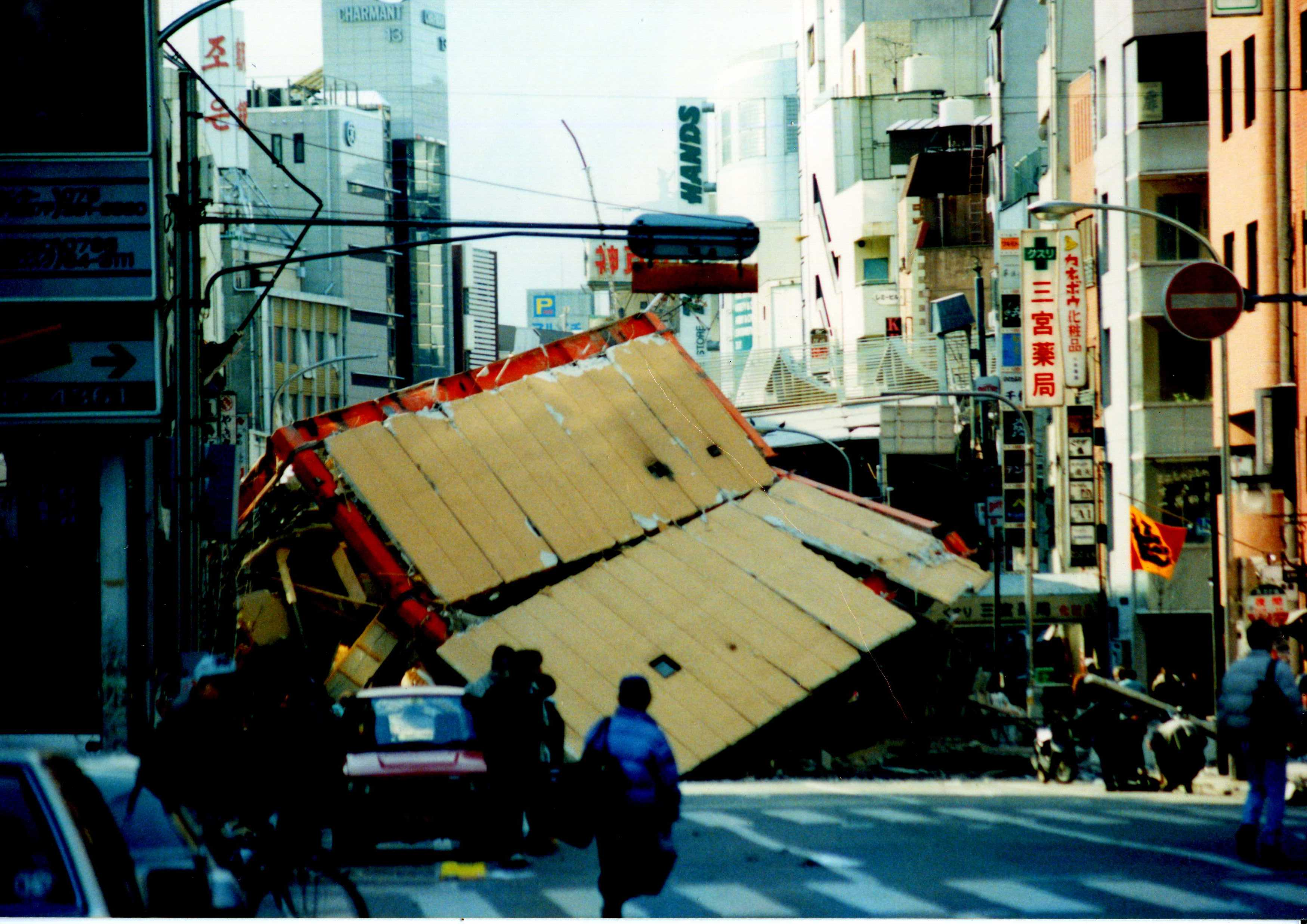
Danni causati dal terremoto di Kobe del 1995

Il 20 dicembre 1946 un sisma di magnitudo 8.1, il terremoto di Nankaidō del 1946 uccise 1.362 persone a Nankaidō. Il sisma fu avvertito dalla parte meridionale dell'isola di Honshu fino alle Kyushu.
Il 28 giugno 1948, un terremoto del IX grado della scala Mercalli, noto come terremoto di Fukui, colpì un'area in prossimità della città di Maruoka, nella prefettura di Fukui, causando 3.769 vittime e 21.750 feriti. La scossa più forte venne registrata nella città di Fukui, la quale raggiunse il grado 6 della scala Shindo (equivalente dell'attuale 7).
Tra il 1994 e il 1995 si verificarono altri due intensi terremoti, il primo colpì nuovamente la costa Sanriku, il secondo, conosciuto col nome di terremoto di Kobe o grande terremoto dell'Hanshin, colpì l'estremità settentrionale dell'isola di Awaji, nella parte meridionale della prefettura di Hyōgo, uccidendo 6.434 persone, ferendone 43.792 e distruggendo 249.180 edifici. Il sisma raggiunse il magnitudo di 7.2 (gli attuali 7.3) gradi della scala di magnitudo dell'Agenzia meteorologica giapponese, mentre le scosse durarono per circa 20 secondi. Il focus del sisma fu individuato a 16 km sotto il suo epicentro, sull'estremità settentrionale di Awaji, a 20 km di distanza dalla città di Kōbe.

#### XXI secolo
Nel 2003 la costa Sanriku fu nuovamente colpita da una serie di terremoti, tra cui il terremoto di Miyagi-Oki del 26 maggio, che ferì 171 persone e causò danni per 97,3 milioni di dollari. Due mesi più tardi, il 26 luglio, un altro sisma causò il ferimento di 676 persone e procurò danni per 194,5 milioni di dollari.
Il 23 ottobre 2004, il terremoto di Chūetsu del 2004 misurò 6.9 gradi di magnitudo della scala Richter colpendo la città di Ojiya, nella prefettura di Niigata. Accadde alle 17:56 di sabato, venendo avvertito in quasi tutta la metà dell'isola di Honshu, ma anche nelle regioni del Tohoku, Hokuriku, Chūbu e Kantō.

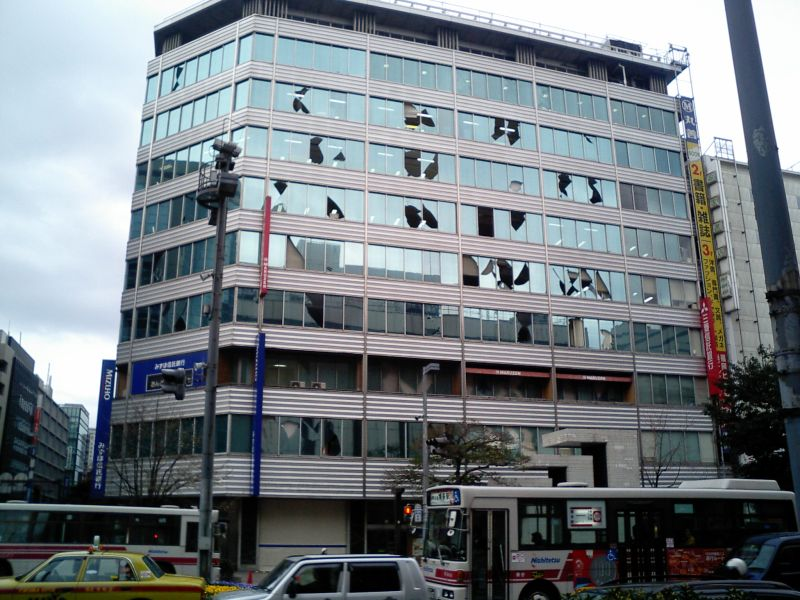
Danni causati dal terremoto di Fukuoka del 2005

Il 20 marzo 2005, il terremoto di Fukuoka (6.6 gradi della scala di magnitudo del momento sismico) colpì la prefettura di Fukuoka in prossimità del Mare di Genkai a circa 6 km a nord-ovest dell'isola di Genkai e del porto di Fukuoka. La sua durata fu di circa 50 secondi. Il sisma si verificò lungo una faglia fino ad allora sconosciuta nel Mare di Genkai, a nord della città di Fukuoka, costringendo gli abitanti dell'isola di Genkai ad evacuare le case distrutte, mentre varie frane e smottamenti si verificarono in diversi punti. Le indagini successive al terremoto determinarono che la nuova faglia è molto probabilmente un ampliamento della già nota faglia di Kego la quale attraversa il centro della città.
Nello stesso anno, il 16 agosto, un altro terremoto di magnitudo 7.2, il terremoto di Miyagi, venne avvertito a circa 55 km ad est della penisola di Oshika nella prefettura di Miyagi, Honshu orientale. Il sisma causò molte vittime, il crollo di molti edifici e interruzioni di corrente. Il terremoto colpì la maggior parte della costa nord-orientale del Giappone, innescò un allarme tsunami e venne avvertito anche nella capitale, Tokyo.
Il terremoto di Sanriku del 2005 si verificò alle 06:39 giapponesi, il 15 novembre 2005. L'epicentro del sisma risultò essere nell'Oceano Pacifico a circa 330 miglia a est-nordest di Tokyo, circa 24 km sotto la superficie. Subito dopo la scossa non vi furono notizie su vittime o dispersi. Inizialmente fu registrato dalla United States Geological Survey come un terremoto di 7.2 gradi della scala di magnitudo del momento sismico, ma l'Agenzia meteorologica del Giappone lo definì di magnitudo 6.9. La stessa agenzia nipponica, immediatamente dopo il terremoto, emise un allarme tsunami. Onde anomale tra gli 1 e i 2 metri di altezza furono segnalate nella città di Ōfunato, sulla costa orientale del Giappone.
Il 15 novembre del 2006, un terremoto di magnitudo 8.3, il terremoto delle Isole Curili, colpì circa 160 chilometri ad est della punta meridionale dell'isola vulcanica di Simušir nelle Isole Curili. Il sisma causò uno tsunami di piccole dimensioni che colpì la costa settentrionale giapponese.
Il 25 marzo 2007, il terremoto della penisola di Fusi di magnitudo 6.9 colpì circa 11 km ad ovest della parte meridionale della città di Wajima nella regione Hokuriku, nei pressi della penisola di Noto. La scossa fu avvertita nella città di Nanao e nella città di Anamizu con una intensità sismica di 6+ della scala Shindo del Giappone. Una persona rimase uccisa nella città di Wajima, e almeno 214 furono i feriti. Un allarme tsunami fu immediatamente lanciato per la zona costiera di Kaga e quella di Noto, e un'onda anomala di 10–20 cm arrivò a riva 30 minuti più tardi.
Il 16 luglio del 2007, un terremoto di magnitudo 6.6, il terremoto di Chūetsu del 2007, colpì circa 29 km ad ovest di Niigata. Oltre a colpire Niigata, il sisma venne avvertito anche nelle prefetture vicine. Nella città di Kashiwazaki e nei villaggi di Iizuna e Kariwa fu registrata la più alta intensità sismica, pari al grado 6 della scala Shindo del Giappone, venendo avvertita anche a Tokyo. I morti accertati furono 11, i feriti furono più di 1000, oltre a 342 edifici (per lo più vecchie strutture in legno) i quali vennero completamente distrutti.
Il 14 giugno 2008, il sisma conosciuto come terremoto di Iwate-Miyagi Nairiku, di magnitudo 6.9, colpì circa 1 km ad est di Narusawa Onsen, nel nord ovest della prefettura di Iwate nella regione del Tōhoku, nel nord est dell'isola di Honshū. Circa un anno più tardi, il 9 agosto 2009, un terremoto di magnitudo 6.9-7.1 colpì le isole Izu. Gli effetti si fecero sentire anche a Tokyo, causando disguidi e ritardi nella linea ferroviaria della città.

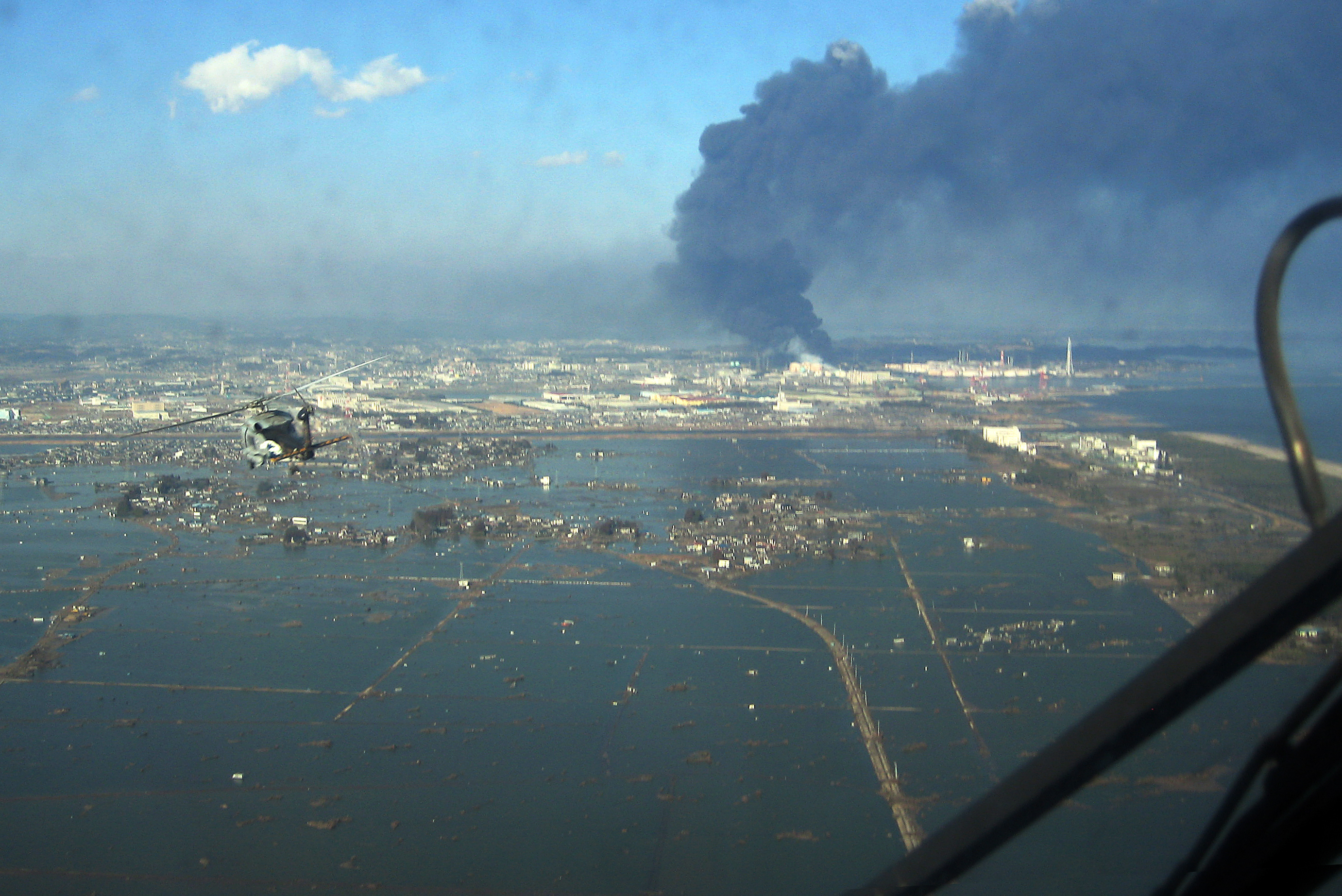
Veduta aerea di Sendai dopo il terremoto del Tōhoku del 2011

In data 11 marzo 2011, il Giappone subì il peggior terremoto della sua storia (e uno dei peggiori nella storia del pianeta). Il terremoto del Tōhoku del 2011 misurò 9.0 gradi di magnitudo momento, e Shindo 7 nella città di Kurihara, e produsse uno tsunami la cui altezza massima fu di oltre 40 metri. Nonostante fosse stato dato l'allarme, in migliaia persero la vita in seguito al terremoto e al conseguente tsunami. Oltre 100.000 edifici furono danneggiati, mentre diverse città furono completamente rase al suolo. Centinaia di scosse di assestamento, tra cui alcune di oltre 7 gradi Richter, si susseguirono dopo il terremoto principale. In seguito al disastro della centrale di Fukushima, vi fu una crescita della preoccupazione e dell'attenzione verso gli standard di progettazione sismica nucleari giapponesi, in quanto gli avvenimenti furono classificati dall'Agenzia per la sicurezza nucleare e industriale del Giappone al grado 7 della scala INES, il massimo, a pari livello con il disastro di Černobyl'.
Nell'aprile 2016 uno sciame sismico colpì la prefettura di Kumamoto causando in totale 49 vittime, 1 disperso e 1.100 feriti.
Il 18 giugno 2018 vi fu il terremoto di Osaka, che ebbe un'intensità massima di 5,5 gradi di magnitudo momento. Il 5 settembre successivo vi fu quello di Hokkaidō, con intensità massima di 6,6 gradi, il sesto più forte mai registrato fino a quel momento nel Paese da quando il sistema di misurazione shindo fu introdotto nel 1949.
Il 1º gennaio 2024 alle 16:10 ora locale fu colpita l'area intorno a Niigata con un sisma di magitudo 7,5 sulla scala Richter, che generò un conseguente maremoto con onde fino a 5 metri di altezza, risultando in uno dei più forti nella zona dal 1885.

## Reazioni
Nel corso degli anni, il governo giapponese ha imposto precise misure di prevenzione rendendo gli edifici più resistenti ai terremoti nelle zone storicamente più colpite: dalle case costruite in legno e stoppie si è giunti alla costruzione di moderni edifici dotati di sofisticati accorgimenti tecnici che, attraverso sistemi a molle o cuscinetti, permettono alle strutture di assecondare i movimenti sussultori e ondulatori del terreno. Alle famiglie in Giappone è stato ordinato di tenere un kit di sopravvivenza composto da acqua e cibo pensato per durare un paio di giorni, una torcia elettrica, una radio e un kit di pronto soccorso, consigliando inoltre di non posizionare oggetti pesanti in zone della casa da cui potrebbero facilmente cadere in caso di terremoto ostacolando la fuga o causando danni.
Sono state istituite molte organizzazioni e centri di ricerca per studiare l'attività sismologica in Giappone, e nel 1969 il Comitato di coordinamento per la predizione dei terremoti (CCEP) è stato fondato per coordinarne la ricerca. Tra le organizzazioni di ricerca più importanti vi sono l'Istituto internazionale di sismologia e ingegneria sismica (IISEE) e l'Istituto di sismologia e vulcanologia presso la Kyushu University.

## Misurazione dei terremoti
In Giappone la scala Shindo (utilizzata anche a Taiwan) è il metodo più utilizzato per misurare i terremoti, e indica l'intensità sismica in un determinato posto ("Shindo", in giapponese 震度?, significa appunto "grado di scuotimento"), come la scala Mercalli modificata (utilizzata negli Stati Uniti) e la scala Liedu (utilizzata in Cina), invece di misurare l'energia di un terremoto rilasciata presso il suo ipocentro (la sua magnitudo), come la scala Richter. Pertanto, a meno che il terremoto non sia stato così debole da essere registrato da un solo sismometro, non ci sarà un unico valore Shindo.
La Shindo ha nove livelli, che vanno da 1 (scossa strumentale) a 7 (terremoto catastrofico), con i livelli 5 e 6 sdoppiati rispettivamente in 5- e 5+ e in 6- e 6+. Fino a Shindo 2 i terremoti sono considerati di lieve entità, mentre quelli di Shindo 3 e 4 sono di media entità; invece quelli dal livello 5- in su possono causare danni anche gravi ai mobili, ai rivestimenti, alle case di legno, ai tubi di edifici in cemento armato, alle strade e ai tubi dell'acqua e del gas.